# Zorodictyna
Zorodictyna là một chi nhện trong họ Zorocratidae.

## Các loài
- Zorodictyna inhonesta – Madagascar
- Zorodictyna oswaldi – Madagascar